# University of Guam

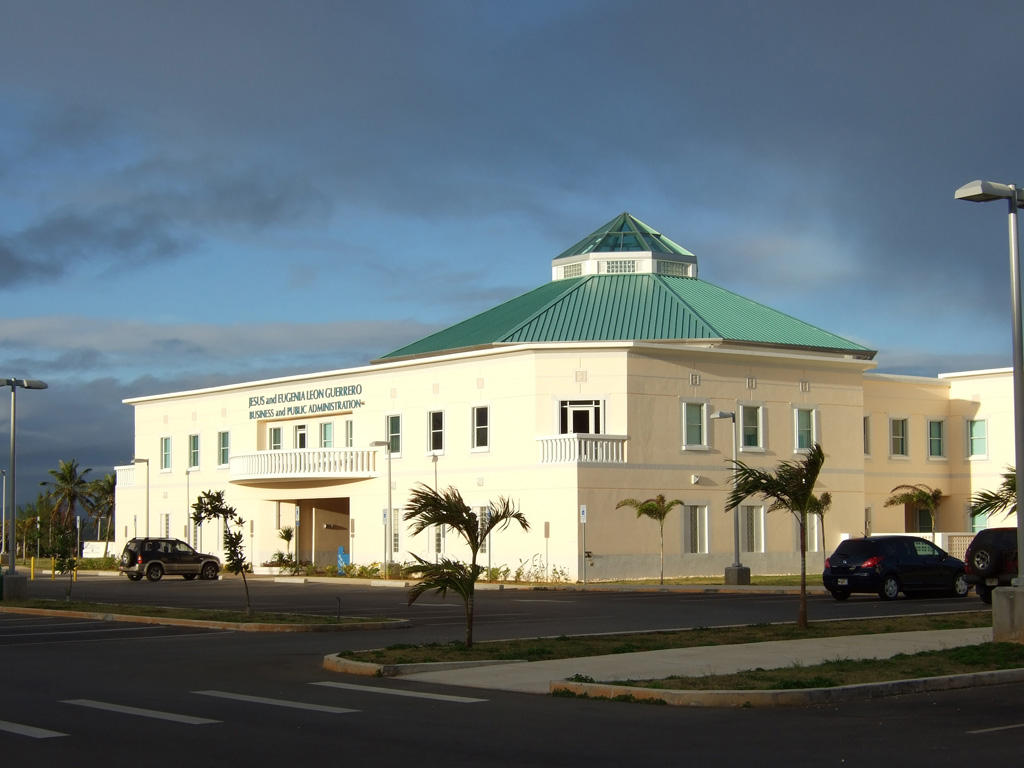
University of Guam, Gebäude für Wirtschaft und Verwaltung

Die University of Guam ist eine öffentliche Universität im US-amerikanischen Außenterritorium Guam.

## Geschichte
Die Universität wurde 1952 als Territorial College of Guam gründet und bot zuerst nur eine zweijährige Ausbildung (Associate Degree) in Erziehung an. 
1960 bezog die Universität ihren Campus in Mangilao. In den Sechzigerjahren entwickelte sich das ehemalige College zu einer Universität mit vierjährigen Bachelor-Studiengängen und wurde als Senior College akkreditiert. Seit 1968 wird der Name University of Guam verwendet. 
Seit 1972 ist sie eine Land-grant University und erhielt einen Finanzierungszuschuss von 3 Millionen Dollar.

## Verwaltung

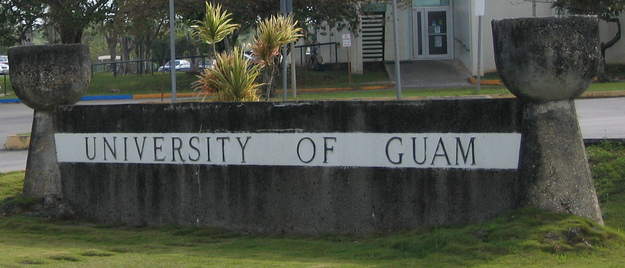

Die Universität wird von einem neunköpfigen Verwaltungsrat (Board of Regents) verwaltet. Ihre Statuten sind durch Gesetze des Territoriums Guam geregelt. Seit 1976 genießt sie administrative Autonomie, die in den 1980er Jahren erweitert wurde. 
Die Universität bietet heute 25 Bachelor- und 15 Masterstudiengänge an.

## Sport
Die Sportmannschaften der Universität treten als „Tritons“ an. Der Name ging 1963 aus einer studentischen Abstimmung hervor. Das Maskottchen ist ein Wassergott mit Dreizack.